# Zonsverduisteringen van 2021 t/m 2030
De periode 2021 t/m 2030 bevat 22 zonsverduisteringen. Deze zijn onderverdeeld in de volgende typen:
- 6 totale
- 7 ringvormige
- 1 hybride
- 8 gedeeltelijke

## Overzicht
Onderstaand overzicht bevat alle details van deze zonsverduisteringen.
| Datum        | UTC op Max | Type         | Stijl    | Saros nr | Magni- tude | Lengte op Max | Regio's in het gehele eclipsgebied                                                             | Regio's met het eclipspad                                                 |
| ------------ | ---------- | ------------ | -------- | -------- | ----------- | ------------- | ---------------------------------------------------------------------------------------------- | ------------------------------------------------------------------------- |
| 10 juni 2021 | 10:43:06   | ringvormig   | centraal | 147      | 0,943       | 03m51s        | Noordelijk Noord-Amerika, Europa, Azië                                                         | Noordelijk Canada, Groenland, Rusland                                     |
| 4 dec. 2021  | 07:34:38   | totaal       | centraal | 152      | 1,037       | 01m54s        | Zuidpoolgebied, Zuid-Afrika, Zuidelijke Atlantische Oceaan                                     | Antarctica                                                                |
| 30 apr. 2022 | 20:42:36   | gedeeltelijk |          | 119      | 0,640       | -             | Zuidoostelijke Stille Oceaan, Zuidelijk Zuid-Amerika                                           |                                                                           |
| 25 okt. 2022 | 11:01:19   | gedeeltelijk |          | 124      | 0,862       | -             | Europa, Noordoostelijk Afrika, Midden Oosten, Westelijk Azië                                   |                                                                           |
| 20 apr. 2023 | 04:17:55   | hybride      | centraal | 129      | 1,013       | 01m16s        | Zuidoostelijk Azië, Oostelijk Indië, Australië, Filipijnen, Nieuw-Zeeland                      | Indonesië, Australië, Papua New Guinea                                    |
| 14 okt. 2023 | 18:00:40   | ringvormig   | centraal | 134      | 0,952       | 05m17s        | Noord-Amerika, Midden-Amerika, Zuid-Amerika                                                    | Westelijke US, Midden-Amerika, Colombia, Brazilië                         |
| 8 apr. 2024  | 18:18:29   | totaal       | centraal | 139      | 1,057       | 04m28s        | Noord-Amerika, Midden-Amerika                                                                  | Mexico, Centraal VS, Oostelijk Canada                                     |
| 2 okt. 2024  | 18:46:13   | ringvormig   | centraal | 144      | 0,933       | 07m25s        | Stille Oceaan, Zuidelijk Zuid-Amerika                                                          | Zuidelijk Chili, Zuidelijk Argentinië                                     |
| 29 mrt. 2025 | 10:48:36   | gedeeltelijk |          | 149      | 0,938       | -             | Noordwestelijk Afrika, Europa, Noordelijk Rusland                                              |                                                                           |
| 21 sep. 2025 | 19:43:04   | gedeeltelijk |          | 154      | 0,855       | -             | Zuidelijke Stille Oceaan, Nieuw-Zeeland, zuidpoolgebied                                        |                                                                           |
| 17 feb. 2026 | 12:13:05   | ringvormig   | centraal | 121      | 0,963       | 02m20s        | Zuidelijk Argentinië & Zuidelijk Chili, Zuidelijk Afrika, zuidpoolgebied                       | Antarctica                                                                |
| 12 aug. 2026 | 17:47:05   | totaal       | centraal | 126      | 1,039       | 02m18s        | Noordelijk Noord-Amerika, Westelijk Afrika, Europa                                             |                                                                           |
| 6 feb. 2027  | 16:00:47   | ringvormig   | centraal | 131      | 0,928       | 07m51s        | Zuid-Amerika, zuidpoolgebied, Westelijk Afrika, Zuidelijk Afrika                               | Chili, Argentinië                                                         |
| 2 aug. 2027  | 10:07:49   | totaal       | centraal | 136      | 1,079       | 06m23s        | Afrika, Europa, Midden Oosten, Westelijk Azië, Zuidelijk Azië                                  | Marokko, Spanje, Algerije, Libië, Egypte, Saoedi-Arabië, Jemen, Somalië   |
| 26 jan. 2028 | 15:08:58   | ringvormig   | centraal | 141      | 0,921       | 10m27s        | Oostelijk Noord-Amerika, Midden-Amerika, Zuid-Amerika, Westelijk Europa, Noordwestelijk Afrika | Ecuador, Peru, Brazilië, Suriname, Spanje, Portugal                       |
| 22 juli 2028 | 02:56:39   | totaal       | centraal | 146      | 1,056       | 05m10s        | Zuidoostelijk Azië, Oostelijk Indië, Australië, Nieuw-Zeeland                                  | Australië, Nieuw-Zeeland                                                  |
| 14 jan. 2029 | 17:13:47   | gedeeltelijk |          | 151      | 0,871       | -             | Noord-Amerika, Midden-Amerika                                                                  |                                                                           |
| 12 juni 2029 | 04:06:13   | gedeeltelijk |          | 118      | 0,458       | -             | Noordpoolgebied, Scandinavië, Alaska, Noordelijk Azië, Noordelijk Canada                       |                                                                           |
| 11 juli 2029 | 15:37:18   | gedeeltelijk |          | 156      | 0,230       | -             | Zuidelijk Chili, Zuidelijk Argentinië                                                          |                                                                           |
| 5 dec. 2029  | 15:03:57   | gedeeltelijk |          | 123      | 0,891       | -             | Zuidelijk Argentinië, Zuidelijk Chili, zuidpoolgebied                                          |                                                                           |
| 1 juni 2030  | 06:29:13   | ringvormig   | centraal | 128      | 0,944       | 05m21s        | Europa, Noordelijk Afrika, Midden Oosten, Azië, noordpoolgebied, Alaska                        | Algerije, Tunesië, Griekenland, Turkije, Rusland, Noordelijk China, Japan |
| 25 nov. 2030 | 06:51:37   | totaal       | centraal | 133      | 1,047       | 03m44s        | Zuidelijk Afrika, Zuidelijke Indische Oceaan, Oostelijk Indië, Australië, zuidpoolgebied       | Botswana, Zuid-Afrika, Australië                                          |

### Legenda
| Kolomhoofd                         | Uitleg                                                                                                |
| ---------------------------------- | --- |
| Datum                              | Datum op het moment van het maximum van de eclips                                                     |
| UTC op Max                         | Tijd in UTC op het moment van het maximum van de eclips                                               |
| Type                               | Type van de eclips                                                                                    |
| Stijl                              | Binnen een type zijn verschillende stijlen mogelijk                                                   |
| Sarosnr                            | Het nr van de sarosreeks waartoe de eclips behoort                                                    |
| Magnitude                          | Percentage van verduistering van de middellijn van de zon op het moment van het maximum van de eclips |
| Lengte op Max                      | Tijdsduur van de eclips op de plek met het maximum                                                    |
| Regio's in het gehele eclipsgebied | Gebieden waar de eclips of een gedeelte ervan te zien is                                              |
| Landen met het eclipspad           | Landen waar de eclips totaal of ringvormig te zien is                                                 |